# Thief (serie)
Thief es una serie de videojuegos de sigilo en el que el jugador toma el papel de Garrett, un ladrón maestro en un mundo de fantasía steampunk que se asemeja a una mezcla entre la Baja Edad Media y la época victoriana, con tecnologías más avanzadas intercaladas.
La serie consta de Thief: The Dark Project (1998), Thief II: The Metal Age (2000), Thief: Deadly Shadows (2004) y Thief (2014). Una versión ampliada de Thief: The Dark Project, titulada Thief Gold, fue lanzada en 1999 y cuenta con tres mapas adicionales y varias correcciones de errores. Looking Glass Studios desarrolló tanto Thief: The Dark Project y Thief II: The Metal Age. Después de que el estudio se fue a la quiebra en 2000, muchos exempleados se mudaron a Ion Storm Austin y comenzaron a desarrollar la tercera parte de la serie, Thief: Deadly Shadows, tan esperada por los fanes de la serie. Posteriormente Eidos Montréal tomo control de Thief.

## Videojuegos
| Actualizado el 24 de febrero de 2014 | Actualizado el 24 de febrero de 2014                         | Actualizado el 24 de febrero de 2014        |
| Videojuego                           | GameRankings                                                 | Metacritic                                  |
| ------------------------------------ | ------------------------------------------------------------ | ------------------------------------------- |
| Thief: The Dark Project              | (PC) 89.41%                                                  | (PC) 92                                     |
| Thief II: The Metal Age              | (PC) 89.14%                                                  | (PC) 87                                     |
| Thief: Deadly Shadows                | (PC) 84.21% (Xbox) 81.51%                                    | (PC) 85 (Xbox) 82                           |
| Thief                                | (X360) 74.00% (XONE) 70.59% (PC) 67.76% (PS4) 67.62% (PS3) – | (XONE) 69 (PC) 69 (PS4) 67 (PS3) – (X360) – |